# Panaxia plebeia
Panaxia plebeia är en fjärilsart som beskrevs av Williams 1951?. Panaxia plebeia ingår i släktet Panaxia och familjen björnspinnare. Inga underarter finns listade i Catalogue of Life.